# Großer Preis von Italien 2019
Der Große Preis von Italien 2019 (offiziell Formula 1 Gran Premio Heineken d’Italia 2019) fand am 8. September auf dem Autodromo Nazionale di Monza in Monza statt und war das 14. Rennen der Formel-1-Weltmeisterschaft 2019.

## Berichte

### Hintergründe
Nach dem Großen Preis von Belgien führte Lewis Hamilton in der Fahrerwertung mit 65 Punkten vor Valtteri Bottas und mit 87 Punkten vor Max Verstappen. In der Konstrukteurswertung führte Mercedes mit 145 Punkten vor Ferrari und mit 217 Punkten vor Red Bull Racing.
Beim Großen Preis von Italien stellte Pirelli den Fahrern die Reifenmischungen P Zero Hard (weiß, Mischung C2), P Zero Medium (gelb, C3) und P Zero Soft (rot, C4) sowie für Nässe Cinturato Intermediates (grün) und Cinturato Full-Wets (blau) zur Verfügung.
Sebastian Vettel (sechs), Romain Grosjean, Daniel Ricciardo, Lance Stroll, Verstappen (jeweils fünf), Antonio Giovinazzi, Sergio Pérez (jeweils vier), Kevin Magnussen (drei), Hamilton, Daniil Kwjat, Carlos Sainz jr. (jeweils zwei), Pierre Gasly und George Russell (jeweils einer) gingen mit Strafpunkten ins Rennwochenende.
Mit Hamilton (fünfmal) und Vettel (dreimal) traten zwei ehemalige Sieger zu diesem Grand Prix an.
Als Rennkommissare für dieses Rennwochenende fungierten Garry Connelly (AUS), Silvia Bellot (ESP), Derek Warwick (GBR) und Paolo Longoni (ITA).

### Training
Das erste freie Training fand bei nassen Streckenverhältnissen statt. Erst gegen Ende trocknete die Strecke so sehr ab, dass die Fahrer mit Slicks fuhren. Schnellster war Charles Leclerc mit einer Rundenzeit von 1:27,905 Minuten vor Vettel und Hamilton. Das Training musste nach Unfällen von Kimi Räikkönen, Pérez und Gasly dreimal unterbrochen werden.
Im zweiten freien Training, das überwiegend auf trockener Strecke durchgeführt wurde, war Leclerc mit einer Rundenzeit von 1:20,978 Minuten erneut Schnellster vor Hamilton und Vettel. Das Training musste einmal unterbrochen werden, nachdem Magnussen nach einer Fahrt durch die Auslaufzone größere Mengen Kies auf der Strecke zurückgelassen hatte.
Im dritten freien Training fuhr Vettel mit einer Rundenzeit von 1:20,294 Minuten die Bestzeit vor Verstappen und Bottas, dabei lagen 14 Fahrer innerhalb einer Sekunde. Das Training begann wegen eines Unfalls im Rennen der FIA-Formel-3-Meisterschaft mit zehn Minuten Verspätung.

### Qualifying
Das Qualifying bestand aus drei Teilen mit einer Nettolaufzeit von 45 Minuten. Im ersten Qualifying-Segment (Q1) hatten die Fahrer 18 Minuten Zeit, um sich für das Rennen zu qualifizieren. Alle Fahrer, die im ersten Abschnitt eine Zeit erzielten, die maximal 107 Prozent der schnellsten Rundenzeit betrug, qualifizierten sich für den Grand Prix. Die besten 15 Fahrer erreichten den nächsten Teil. Leclerc war Schnellster. Verstappen setzte wegen eines technischen Problems keine Rundenzeit und qualifizierte sich nicht für den Grand Prix. Neben ihm schieden die Williams-Piloten, Pérez und Grosjean aus.
Der zweite Abschnitt (Q2) dauerte 15 Minuten. Die zehn schnellsten Piloten qualifizierten sich für den dritten Teil des Qualifyings und mussten mit den hier verwendeten Reifen das Rennen starten, alle übrigen Piloten hatten freie Reifenwahl für den Rennstart. Hamilton war Schnellster. Die Toro Rosso-Piloten, Lando Norris, Magnussen und Giovinazzi schieden aus.
Der finale Abschnitt (Q3) ging über eine Zeit von zwölf Minuten, in denen die ersten zehn Startpositionen vergeben wurden. Der Abschnitt wurde wegen eines Unfalls von Räikkönen kurzzeitig unterbrochen. Nach der Unterbrechung versuchten die verbliebenen Fahrer, eine weitere Rundenzeit zu setzen. Um den Windschatten des Vordermanns nutzen zu können, fuhren diese ihre Auslaufrunde sehr langsam, woraufhin es nur Sainz jr. gelang, vor Ablauf der Zeit die Ziellinie zu überqueren und noch eine gezeitete Runde zu fahren. Neben Räikkönen blieben damit auch Alexander Albon und Stroll in diesem Abschnitt ohne Rundenzeit. Im Anschluss wurde seitens der Rennkommissare eine Untersuchung gegen Nico Hülkenberg, Sainz jr. und Stroll eingeleitet, die beteiligten Fahrer erhielten daraufhin eine Verwarnung. Leclerc fuhr mit einer Rundenzeit von 1:19,307 Minuten die Bestzeit vor Hamilton und Bottas. Es war die vierte Pole-Position für Leclerc in der Formel-1-Weltmeisterschaft.
Räikkönen wurde wegen eines vorzeitigen Getriebewechsels um fünf Startplätze nach hinten versetzt. Norris wurde wegen der Verwendung des vierten Verbrennungsmotors, des vierten Turboladers, der vierten MGU-H, der vierten MGU-K, des vierten Energiespeichers und der vierten Kontrollelektronik in dieser Saison ans Ende des Feldes rückversetzt. Gasly wurde wegen der Verwendung des sechsten Verbrennungsmotors, des fünften Turboladers, der fünften MGU-H, der fünften MGU-K, des dritten Energiespeichers und der dritten Kontrollelektronik in dieser Saison ans Ende des Feldes rückversetzt. Verstappen wurde wegen der Verwendung des vierten Verbrennungsmotors, des vierten Turboladers, der vierten MGU-H, der dritten MGU-K, des dritten Energiespeichers und der dritten Kontrollelektronik in dieser Saison ans Ende des Feldes rückversetzt.

### Rennen
Beim Start wehrte Leclerc den Angriff von Hamilton ab und blieb in Führung. Bottas war dahinter Dritter vor Hülkenberg, der in der dritten Kurve an Vettel vorbeizog. Zu Beginn der zweiten Runde eroberte sich der Ferrari-Pilot den vierten Platz zurück. Ebenfalls in derselben Runde überholte Albon Sainz jr. für den achten Platz, bevor er die Position erneut an den Spanier abgeben musste.

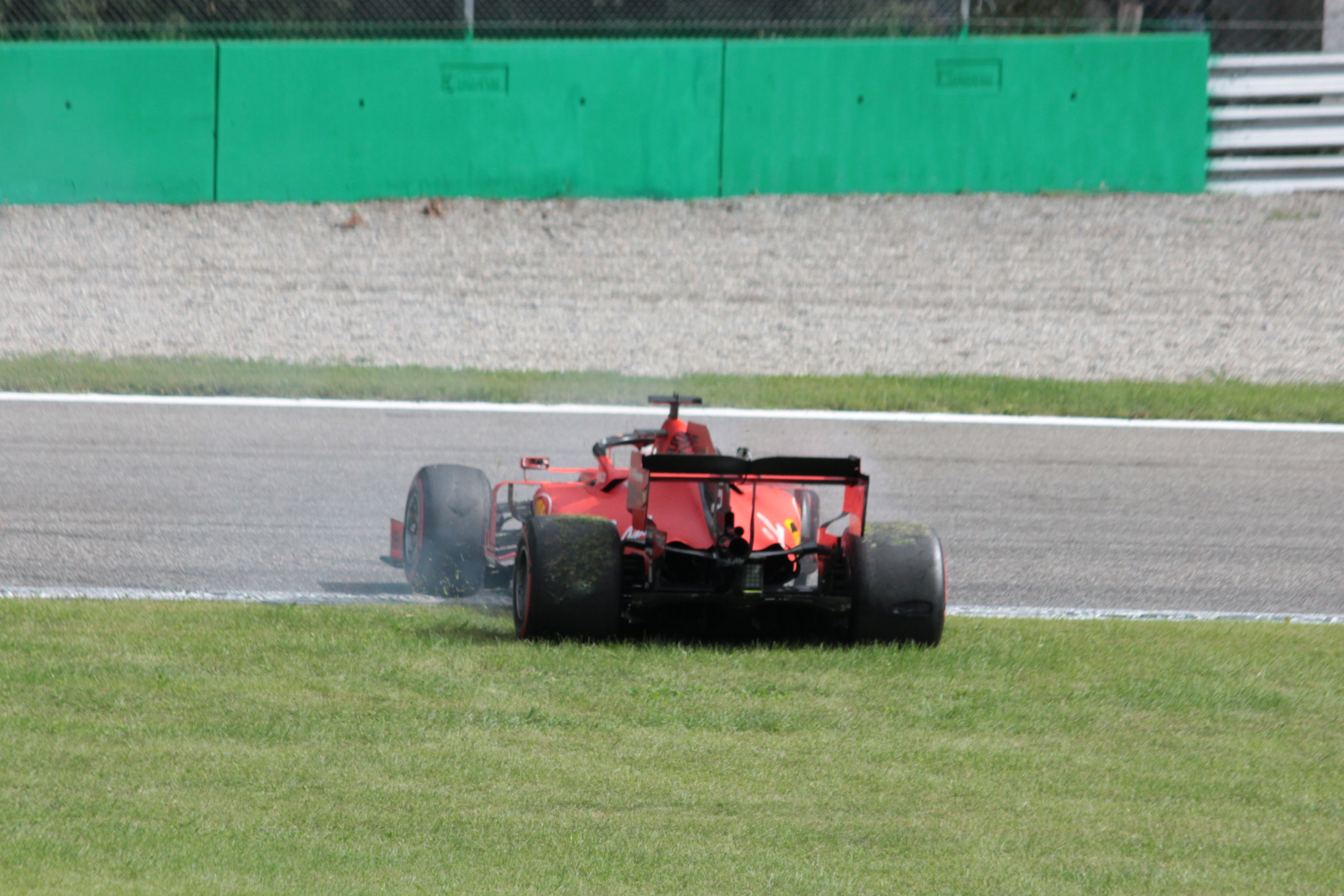
Vettel beim Zurückfahren auf die Strecke nach seinem Dreher.

In der vierten Runde kam es zu einem Positionswechsel zwischen den beiden Renault, wobei Ricciardo den fünften Platz von Hülkenberg übernahm. In der sechsten Runde drehte sich Vettel an der Variante Ascari von der Strecke. Beim Zurückfahren auf dei Strecke streifte er den ankommenden Stroll, der ebenfalls von der Strecke abkam und seinerseits beim Zurückfahren beinahe Gasly traf, der, um dem Aufprall zu entgehen, die Strecke verließ. Vettel war gezwungen, an die Box zu fahren und den Frontflügel zu wechseln. Die Rennleitung bestrafte den Deutschen mit einer Zehn-Sekunden-Zeitstrafe, während Stroll mit einer Durchfahrtsstrafe bestraft wurde.
In Runde 15 überholte Albon Giovinazzi und belegte den siebten Platz. Zwei Runden später stoppte Hamilton und wechselte auf Mediums. In der folgenden Runde war Leclerc an der Reihe, der sich für harte Reifen entschied. Der Monegasse kehrte vor Hamilton ins Rennen zurück, der jedoch erfolglos versuchte, ihn unter Ausnutzung der wärmeren Reifen anzugreifen und die Führung zu übernehmen.
Bottas lag nun in Führung, vor den beiden Renault und den duellierenden Leclerc und Hamilton. Diese beiden passierten Hülkenberg, dann griff Hamilton Leclerc bei der Variante della Roggia an: Der Monegasse verteidigte sich hart, zwang Hamilton, die Auslaufzone zu nutzen, und wurde von der Rennleitung mit der schwarz-weißen Flagge ermahnt. Bottas wartete auf seinen Stopp bis zur 26. Runde. Der Mercedes-Fahrer nutzte wie sein Teamkollege die Mediums. Nachdem er hinter Ricciardo zurückgekehrt war, überholte er ihn in der folgenden Runde. Leclerc übernahm wieder die Führung, dicht gefolgt von Hamilton. Kurz darauf schied Sainz jr. wegen eines schlecht montierten Reifens beim Boxenstopp aus. Hülkenberg legte in Runde 29 seinen Stopp ein. In der 33. Runde überholte Albon Giovinazzi und belegte den sechsten Platz.

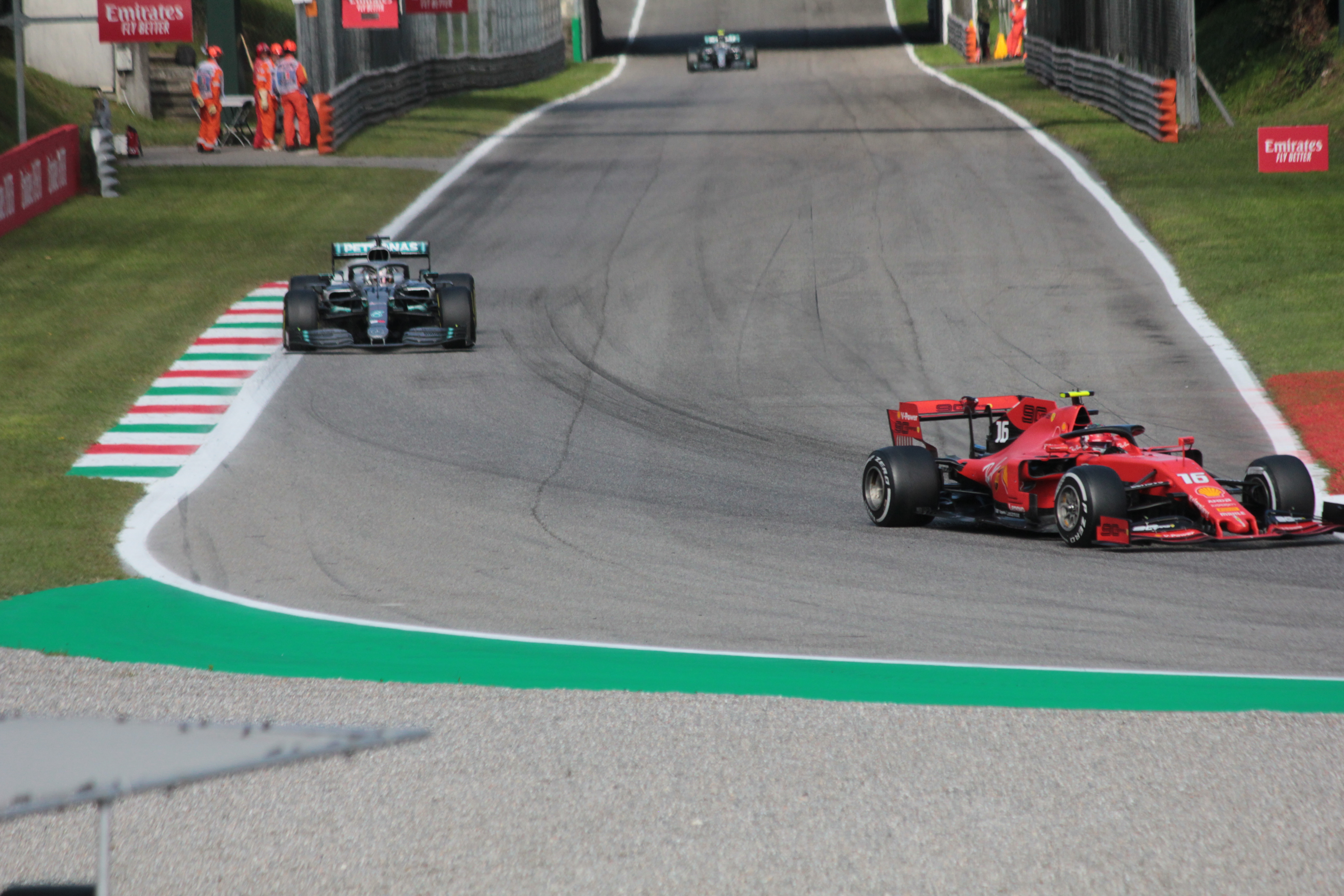
Hamilton bei der Verfolgung von Leclerc.

Hamilton hielt währenddessen den Druck auf Leclerc aufrecht. In Runde 36 verbremste sich Leclerc in der ersten Schikane, schnitt die Kurve, kam auf die Strecke zurück, aber behielt die Führung. Die Rennleitung ergriff keine Maßnahmen gegen den Ferrari-Fahrer. In Runde 37 macht Leclerc bei der Variante Ascari einen kleinen Fehler, ohne dass Hamilton nahe genug zum Überholen kam. Leclerc schaffte es, den Windschatten der verschiedenen überrundeten Autos, vor denen er sich im Rennen befand, gut zu nutzen.

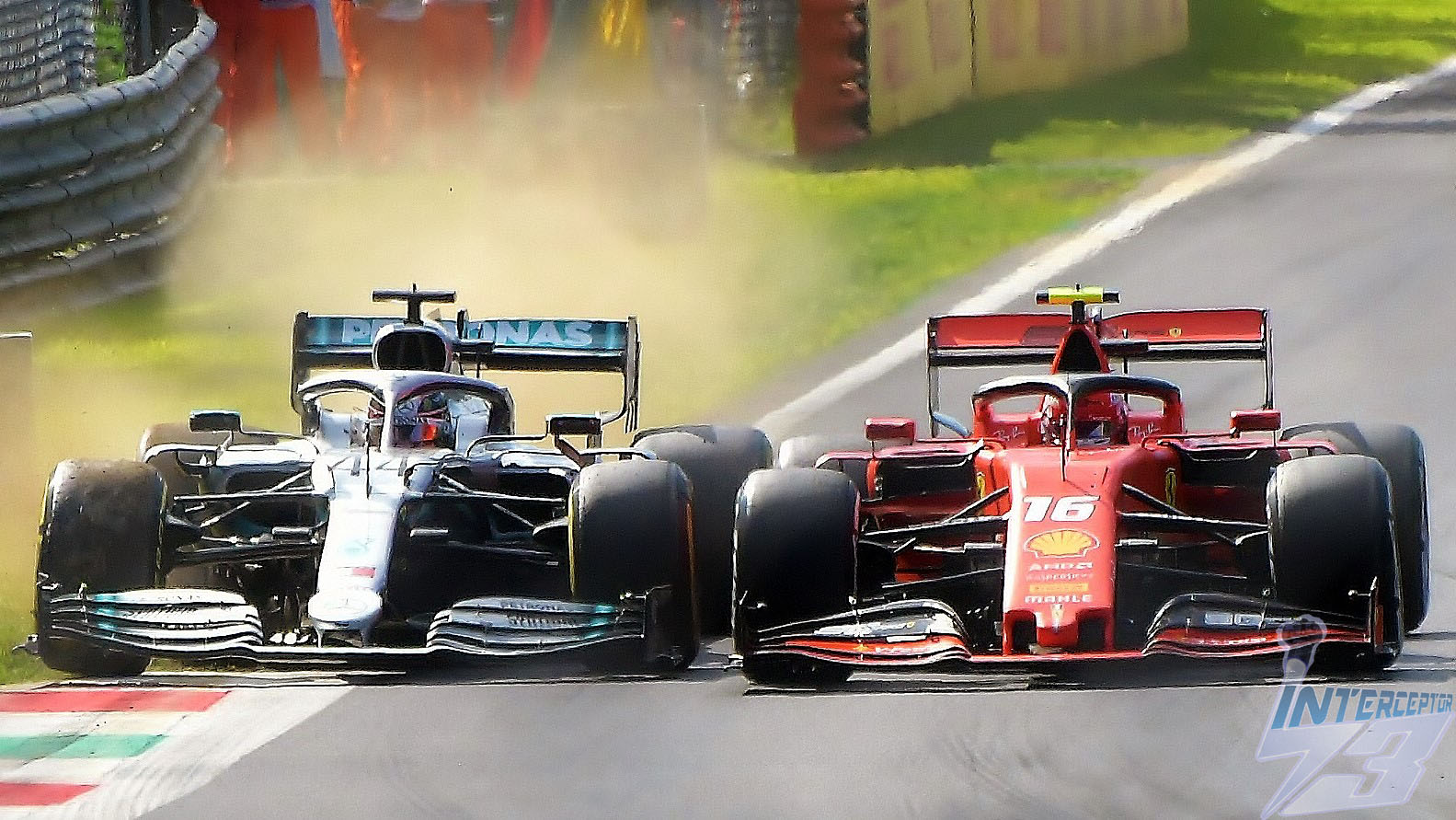
Leclerc und Hamilton im Zweikampf um die Führung.

Hamilton beklagt sich im Anschluss über den Reifenverschleiß. Die Reifen waren soweit runter, so dass er sich in der ersten Kurve verbremste und von seinem Teamkollegen Bottas überholt wurde, der nun begann, Leclerc zu verfolgen. In Runde 41 überholte Verstappen Giovinazzi und belegte den achten Platz. Hamilton fuhr in Runde 49 an die Box, um erneut Mediums aufzuziehen und sich den Bonuspunkt für die schnellste Runde zu sichern, den er in Runde 51 auch erhielt.
Leclerc gewann schließdlich das Rennen vor Bottas und Hamilton. Es war der zweite Sieg für Leclerc in der Formel-1-Weltmeisterschaft. Für Ferrari war es der erste Sieg beim Großen Preis von Italien seit 2010. Die restlichen Punkteplatzierungen belegten Ricciardo, Hülkenberg, Albon, Pérez, Verstappen, Giovinazzi und Norris. Da Hamilton die schnellste Rennrunde erzielt hatte, erhielt er einen zusätzlichen Punkt.
In der Fahrer- und Konstrukteurswertung blieben die ersten drei Plätze unverändert.

## Meldeliste
| Team                             | Nr. | Fahrer             | Chassis                       | Motor                         | Reifen |
| -------------------------------- | --- | ------------------ | ----------------------------- | ----------------------------- | ------ |
| Mercedes-AMG Petronas Motorsport | 44  | Lewis Hamilton     | Mercedes-AMG F1 W10 EQ Power+ | Mercedes-AMG F1 M10 EQ Power+ | P      |
| Mercedes-AMG Petronas Motorsport | 77  | Valtteri Bottas    | Mercedes-AMG F1 W10 EQ Power+ | Mercedes-AMG F1 M10 EQ Power+ | P      |
| Scuderia Ferrari                 | 05  | Sebastian Vettel   | Ferrari SF90                  | Ferrari 064                   | P      |
| Scuderia Ferrari                 | 16  | Charles Leclerc    | Ferrari SF90                  | Ferrari 064                   | P      |
| Aston Martin Red Bull Racing     | 33  | Max Verstappen     | Red Bull Racing RB15          | Honda RA619H                  | P      |
| Aston Martin Red Bull Racing     | 23  | Alexander Albon    | Red Bull Racing RB15          | Honda RA619H                  | P      |
| Renault F1 Team                  | 03  | Daniel Ricciardo   | Renault R.S.19                | Renault E-Tech 19             | P      |
| Renault F1 Team                  | 27  | Nico Hülkenberg    | Renault R.S.19                | Renault E-Tech 19             | P      |
| Rich Energy Haas F1 Team         | 08  | Romain Grosjean    | Haas VF-19                    | Ferrari 064                   | P      |
| Rich Energy Haas F1 Team         | 20  | Kevin Magnussen    | Haas VF-19                    | Ferrari 064                   | P      |
| McLaren F1 Team                  | 55  | Carlos Sainz jr.   | McLaren MCL34                 | Renault E-Tech 19             | P      |
| McLaren F1 Team                  | 04  | Lando Norris       | McLaren MCL34                 | Renault E-Tech 19             | P      |
| SportPesa Racing Point F1 Team   | 11  | Sergio Pérez       | Racing Point RP19             | BWT Mercedes                  | P      |
| SportPesa Racing Point F1 Team   | 18  | Lance Stroll       | Racing Point RP19             | BWT Mercedes                  | P      |
| Alfa Romeo Racing                | 07  | Kimi Räikkönen     | Alfa Romeo Racing C38         | Ferrari 064                   | P      |
| Alfa Romeo Racing                | 99  | Antonio Giovinazzi | Alfa Romeo Racing C38         | Ferrari 064                   | P      |
| Red Bull Toro Rosso Honda        | 26  | Daniil Kwjat       | Scuderia Toro Rosso STR14     | Honda RA619H                  | P      |
| Red Bull Toro Rosso Honda        | 10  | Pierre Gasly       | Scuderia Toro Rosso STR14     | Honda RA619H                  | P      |
| ROKiT Williams Racing            | 63  | George Russell     | Williams FW42                 | Mercedes-AMG F1 M10 EQ Power+ | P      |
| ROKiT Williams Racing            | 88  | Robert Kubica      | Williams FW42                 | Mercedes-AMG F1 M10 EQ Power+ | P      |

## Klassifikationen

### Qualifying
| Pos.                                                                      | Fahrer             | Konstrukteur              | Q1         | Q2       | Q3         | Start |
| ------------------------------------------------------------------------- | ------------------ | ------------------------- | ---------- | -------- | ---------- | ----- |
| 01                                                                        | Charles Leclerc    | Ferrari                   | 1:20,126   | 1:19,553 | 1:19,307   | 01    |
| 02                                                                        | Lewis Hamilton     | Mercedes                  | 1:20,272   | 1:19,464 | 1:19,346   | 02    |
| 03                                                                        | Valtteri Bottas    | Mercedes                  | 1:20,156   | 1:20,018 | 1:19,354   | 03    |
| 04                                                                        | Sebastian Vettel   | Ferrari                   | 1:20,378   | 1:19,715 | 1:19,457   | 04    |
| 05                                                                        | Daniel Ricciardo   | Renault                   | 1:20,374   | 1:19,833 | 1:19,839   | 05    |
| 06                                                                        | Nico Hülkenberg    | Renault                   | 1:20,155   | 1:20,275 | 1:20,049   | 06    |
| 07                                                                        | Carlos Sainz jr.   | McLaren-Renault           | 1:20,413   | 1:20,202 | 1:20,455   | 07    |
| 08                                                                        | Alexander Albon    | Red Bull Racing-Honda     | 1:20,382   | 1:20,021 | keine Zeit | 08    |
| 09                                                                        | Lance Stroll       | Racing Point-BWT Mercedes | 1:20,643   | 1:20,498 | keine Zeit | 09    |
| 10                                                                        | Kimi Räikkönen     | Alfa Romeo Racing-Ferrari | 1:20,634   | 1:20,515 | keine Zeit | 15    |
| 11                                                                        | Antonio Giovinazzi | Alfa Romeo Racing-Ferrari | 1:20,657   | 1:20,517 | –          | 10    |
| 12                                                                        | Kevin Magnussen    | Haas-Ferrari              | 1:20,616   | 1:20,615 | –          | 11    |
| 13                                                                        | Daniil Kwjat       | Scuderia Toro Rosso-Honda | 1:20,723   | 1:20,630 | –          | 12    |
| 14                                                                        | Lando Norris       | McLaren-Renault           | 1:20,646   | 1:21,068 | –          | 18    |
| 15                                                                        | Pierre Gasly       | Scuderia Toro Rosso-Honda | 1:20,508   | 1:21,125 | –          | 19    |
| 16                                                                        | Romain Grosjean    | Haas-Ferrari              | 1:20,784   | –        | –          | 13    |
| 17                                                                        | Sergio Pérez       | Racing Point-BWT Mercedes | 1:21,291   | –        | –          | 14    |
| 18                                                                        | George Russell     | Williams-Mercedes         | 1:21,800   | –        | –          | 16    |
| 19                                                                        | Robert Kubica      | Williams-Mercedes         | 1:22,356   | –        | –          | 17    |
| 107-Prozent-Zeit: 1:25,735 min (bezogen auf Q1-Bestzeit von 1:20,126 min) |                    |                           |            |          |            |       |
| DNQ                                                                       | Max Verstappen     | Red Bull Racing-Honda     | keine Zeit | –        | –          | 20    |

Anmerkungen
1. ↑  Räikkönen wurde wegen eines vorzeitigen Getriebewechsels um fünf Startplätze nach hinten versetzt.
2. ↑  Norris wurde wegen der Verwendung des vierten Verbrennungsmotors, des vierten Turboladers, der vierten MGU-H, der vierten MGU-K, des vierten Energiespeichers und der vierten Kontrollelektronik in dieser Saison ans Ende des Feldes rückversetzt.
3. ↑  Gasly wurde wegen der Verwendung des sechsten Verbrennungsmotors, des fünften Turboladers, der fünften MGU-H, der fünften MGU-K, des dritten Energiespeichers und der dritten Kontrollelektronik in dieser Saison ans Ende des Feldes rückversetzt.
4. ↑  Verstappen wurde wegen der Verwendung des vierten Verbrennungsmotors, des vierten Turboladers, der vierten MGU-H, der dritten MGU-K, des dritten Energiespeichers und der dritten Kontrollelektronik in dieser Saison ans Ende des Feldes rückversetzt.
5. ↑  Obwohl er sich nicht qualifiziert hatte, wurde Verstappen erlaubt, das Rennen vom Ende des Feldes aus zu starten, da er im freien Training ausreichend schnell gewesen war.

### Rennen
| Pos. | Fahrer             | Konstrukteur              | Runden | Stopps | Zeit        | Start | Schnellste Runde |
| ---- | ------------------ | ------------------------- | ------ | ------ | ----------- | ----- | ---------------- |
| 01   | Charles Leclerc    | Ferrari                   | 53     | 1      | 1:15:25,665 | 01    | 1:23,009 (47.)   |
| 02   | Valtteri Bottas    | Mercedes                  | 53     | 1      | + 0,835     | 03    | 1:22,859 (47.)   |
| 03   | Lewis Hamilton     | Mercedes                  | 53     | 2      | + 35,199    | 02    | 1:21,779 (51.)   |
| 04   | Daniel Ricciardo   | Renault                   | 53     | 1      | + 45,515    | 05    | 1:23,466 (53.)   |
| 05   | Nico Hülkenberg    | Renault                   | 53     | 1      | + 58,165    | 06    | 1:23,641 (53.)   |
| 06   | Alexander Albon    | Red Bull Racing-Honda     | 53     | 1      | + 59,615    | 07    | 1:23,364 (45.)   |
| 07   | Sergio Pérez       | Racing Point-BWT Mercedes | 53     | 1      | + 1:13,802  | 018   | 1:23,770 (35.)   |
| 08   | Max Verstappen     | Red Bull Racing-Honda     | 53     | 2      | + 1:14,492  | 019   | 1:23,143 (41.)   |
| 09   | Antonio Giovinazzi | Alfa Romeo Racing-Ferrari | 52     | 1      | + 1 Runde   | 010   | 1:24,503 (44.)   |
| 010  | Lando Norris       | McLaren-Renault           | 52     | 1      | + 1 Runde   | 016   | 1:24,044 (52.)   |
| 011  | Pierre Gasly       | Scuderia Toro Rosso-Honda | 52     | 1      | + 1 Runde   | 017   | 1:23,885 (51.)   |
| 012  | Lance Stroll       | Racing PointBWT Mercedes  | 52     | 2      | + 1 Runde   | 09    | 1:24,165 (31.)   |
| 013  | Sebastian Vettel   | Ferrari                   | 52     | 3      | + 1 Runde   | 04    | 1:22,799 (50.)   |
| 014  | George Russell     | Williams-Mercedes         | 52     | 1      | + 1 Runde   | 014   | 1:24,842 (51.)   |
| 015  | Kimi Räikkönen     | Alfa Romeo Racing-Ferrari | 52     | 2      | + 1 Runde   | 020   | 1:24,419 (52.)   |
| 016  | Romain Grosjean    | Haas-Ferrari              | 52     | 2      | + 1 Runde   | 013   | 1:24,985 (31.)   |
| 017  | Robert Kubica      | Williams-Mercedes         | 51     | 2      | + 2 Runden  | 015   | 1:24,989 (47.)   |
| 0–   | Kevin Magnussen    | Haas-Ferrari              | 42     | 2      | DNF         | 011   | 1:24,443 (38.)   |
| 0–   | Daniil Kwjat       | Scuderia Toro Rosso-Honda | 29     | 1      | DNF         | 012   | 1:25,772 (19.)   |
| 0–   | Carlos Sainz jr.   | McLaren-Renault           | 27     | 1      | DNF         | 07    | 1:25,637 (10.)   |

## WM-Stände nach dem Rennen
Die ersten zehn des Rennens bekamen 25, 18, 15, 12, 10, 8, 6, 4, 2 bzw. 1 Punkt(e). Zusätzlich gab es einen Punkt für die schnellste Rennrunde, da der Fahrer unter den ersten zehn landete.

### Fahrerwertung
| Pos. | Fahrer           | Konstrukteur                                      | Punkte |
| ---- | ---------------- | ------------------------------------------------- | ------ |
| 01   | Lewis Hamilton   | Mercedes                                          | 284    |
| 02   | Valtteri Bottas  | Mercedes                                          | 221    |
| 03   | Max Verstappen   | Red Bull Racing-Honda                             | 185    |
| 04   | Charles Leclerc  | Ferrari                                           | 182    |
| 05   | Sebastian Vettel | Ferrari                                           | 169    |
| 06   | Pierre Gasly     | Red Bull Racing-Honda / Scuderia Toro Rosso-Honda | 65     |
| 07   | Carlos Sainz jr. | McLaren-Renault                                   | 58     |
| 08   | Daniel Ricciardo | Renault                                           | 34     |
| 09   | Alexander Albon  | Scuderia Toro Rosso-Honda / Red Bull Racing-Honda | 34     |
| 10   | Daniil Kwjat     | Scuderia Toro Rosso-Honda                         | 33     |

| Pos. | Fahrer             | Konstrukteur              | Punkte |
| ---- | ------------------ | ------------------------- | ------ |
| 11   | Nico Hülkenberg    | Renault                   | 31     |
| 12   | Kimi Räikkönen     | Alfa Romeo Racing-Ferrari | 31     |
| 13   | Sergio Pérez       | Racing Point-BWT Mercedes | 27     |
| 14   | Lando Norris       | McLaren-Renault           | 25     |
| 15   | Lance Stroll       | Racing Point-BWT Mercedes | 19     |
| 16   | Kevin Magnussen    | Haas-Ferrari              | 18     |
| 17   | Romain Grosjean    | Haas-Ferrari              | 8      |
| 18   | Antonio Giovinazzi | Alfa Romeo Racing-Ferrari | 3      |
| 19   | Robert Kubica      | Williams-Mercedes         | 1      |
| 20   | George Russell     | Williams-Mercedes         | 0      |

### Konstrukteurswertung
| Pos. | Konstrukteur          | Punkte |
| ---- | --------------------- | ------ |
| 1    | Mercedes              | 505    |
| 2    | Ferrari               | 351    |
| 3    | Red Bull Racing-Honda | 266    |
| 4    | McLaren-Renault       | 83     |
| 5    | Renault               | 65     |

| Pos. | Konstrukteur              | Punkte |
| ---- | ------------------------- | ------ |
| 06   | Scuderia Toro Rosso-Honda | 51     |
| 07   | Racing Point-BWT Mercedes | 46     |
| 08   | Alfa Romeo Racing-Ferrari | 34     |
| 09   | Haas-Ferrari              | 26     |
| 10   | Williams-Mercedes         | 1      |